# Stauroteuthidae
Stauroteuthidae zijn een familie van weekdieren uit de klasse Cephalopoda (inktvissen).

## Geslacht
- Stauroteuthis Verrill, 1879